# 国道349号

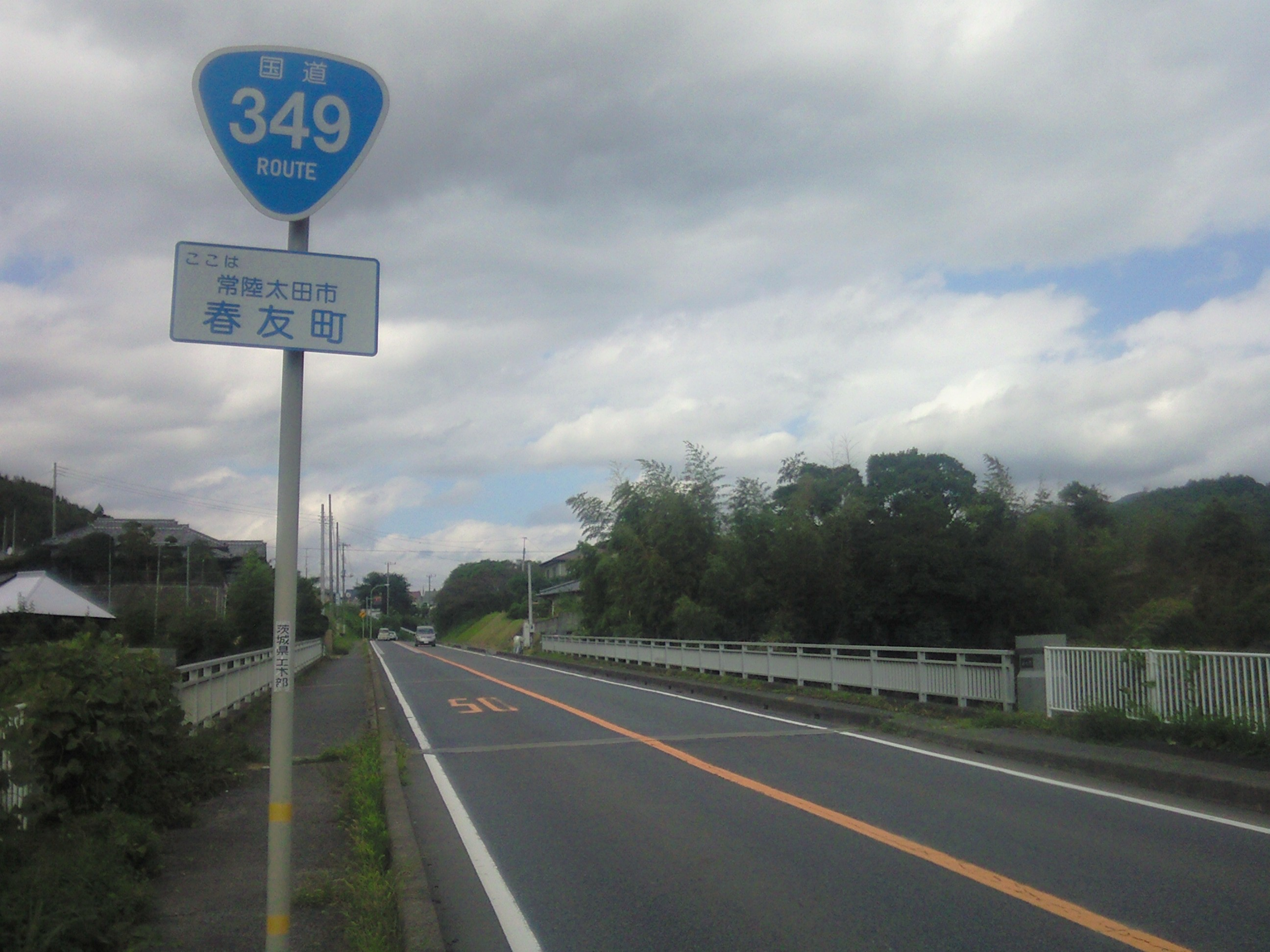
常陸太田市内（2010年9月）

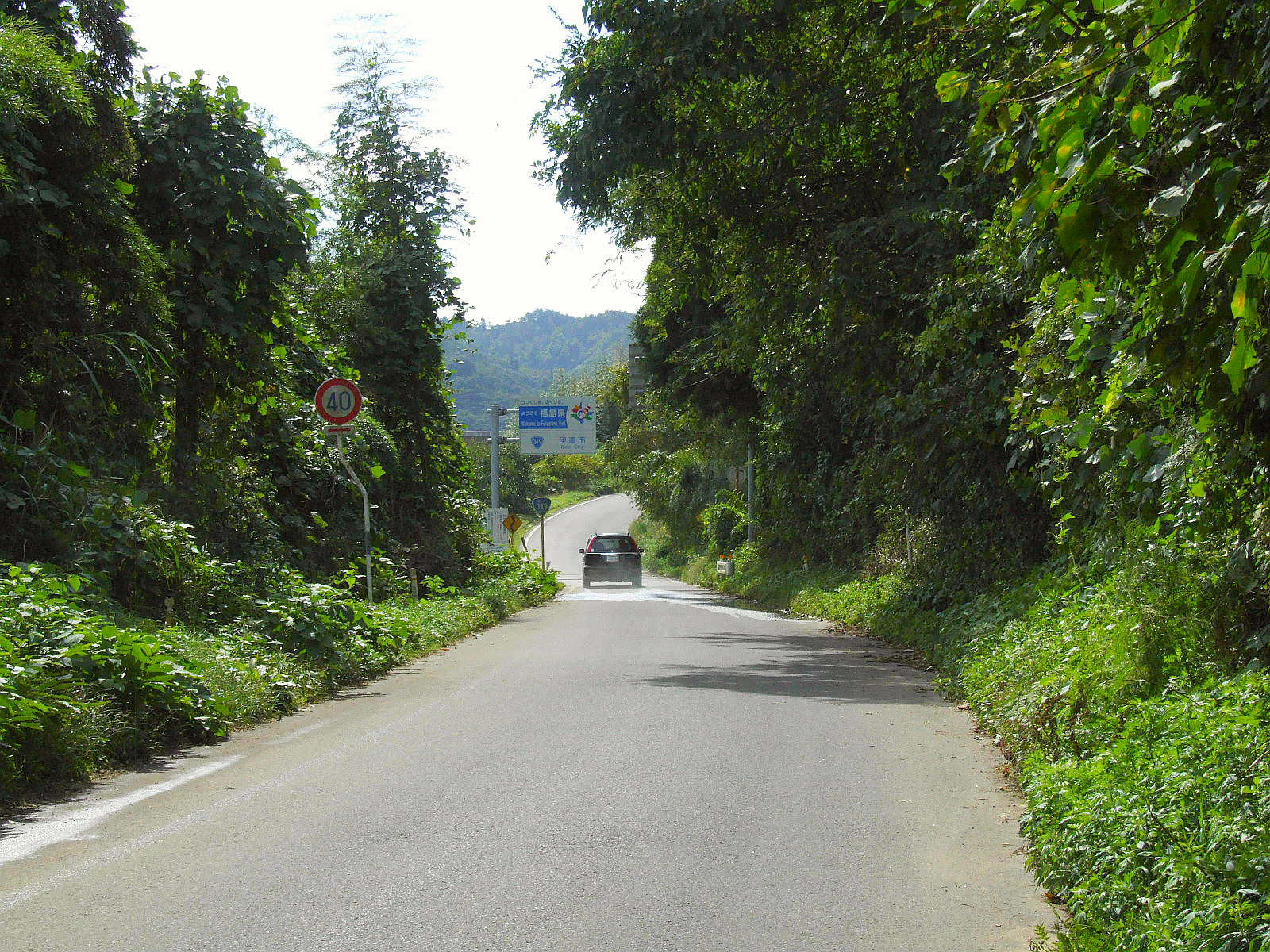
福島・宮城県境（2006年10月）

国道349号（こくどう349ごう）は、茨城県水戸市から宮城県柴田郡柴田町に至る一般国道である。阿武隈高地の西側を、山沿いに南北に縦走する。茨城県内は整備が進んでおり走りやすく、水戸市 - 常陸太田市区間は国道6号のバイパス的に機能している。福島県内では阿武隈高地を縦断し、宮城県内では阿武隈川と並走する。

## 概要
茨城県水戸市を起点とし、茨城県の県北部地域の那珂市、常陸太田市を北へ縦断しながら、福島県の阿武隈高地山間部を通って田村市、伊達市を経て、宮城県角田市を経由して柴田郡柴田町を終点とする延長約265 kmの広域幹線道路である。これら地域の産業振興や交流・連携を支えるだけでなく、災害時の緊急輸送道路としての機能を有する重要な路線として位置付けられている。

### 路線データ
一般国道の路線を指定する政令に基づく起終点および重要な経過地は次のとおり。
- 起点：水戸市（五軒町1丁目3番、大町3丁目交差点 = 国道118号、国道400号上）[3]
- 終点：宮城県柴田郡柴田町（白幡交差点 = 国道4号交点）
- 重要な経過地：常陸太田市、茨城県久慈郡里美村[注釈 2]、福島県東白川郡矢祭町、同郡鮫川村、いわき市（三和町上三坂）、同県田村郡船引町[注釈 3]、同県安達郡岩代町[注釈 4]、同県伊達郡川俣町、同郡月舘町[注釈 5]、同郡霊山町[注釈 5]、同郡伊達町[注釈 5]、宮城県伊具郡丸森町、角田市
- 総延長 : 264.6 km（宮城県 32.5 km、福島県 173.3 km、茨城県 58.8 km）重用延長を含む。[4][注釈 6]
- 重用延長 : 7.7 km（宮城県 6.3 km、福島県 1.2 km、茨城県 0.2 km）[4][注釈 6]
- 未供用延長 : なし[4][注釈 6]
- 実延長 : 256.8 km（宮城県 26.3 km、福島県 172.0 km、茨城県 58.6 km）[4][注釈 6]
  - 現道 : 236.0 km（宮城県 26.3 km、福島県 159.2 km、茨城県 50.5 km）[4][注釈 6]
  - 旧道 : 10.0 km（宮城県 - km、福島県 3.1 km、茨城県 6.9 km）[4][注釈 6]
  - 新道 : 10.8 km（宮城県 - km、福島県 9.7 km、茨城県 1.1 km）[4][注釈 6]
- 指定区間：なし[5]

## 歴史
2002年（平成14年）に水戸市街地に梅香トンネルが開通すると、もともと同市街地の国道50号交点だった起点の位置が梅香トンネルの南側に移り、シームレスにつながる市道との接続点が起点となった。
2011年（平成23年）3月に発生した東北地方太平洋沖地震（東日本大震災）による福島第一原子力発電所事故は、福島県浜通りを縦貫する国道6号が通行止めになり、同様に阿武隈高地を縦貫する国道399号はほとんどが改良されていない俗に言う「酷道」であるため、国道349号が国道6号を利用していた多くの通過車両の代替ルートとなった。翌2012年（平成24年）の調査によると、国道6号を利用していた通過車両の約7割が国道349号を代替利用していたとされ、震災以前と比べてそれまでの交通量が一挙に3倍以上にまで膨れ上がったといわれている。2014年（平成26年）9月に国道6号の通行規制解除が3年半ぶりに出されると、交通量は減少し、もとのように閑散とした交通状況へと戻っている。

### 年表
- 1975年（昭和50年）4月1日：1974年11月12日政令第364号に基づき、国道349号が一般国道の路線に追加指定。道路区域の指定および供用開始[3]。
- 1976年（昭和51年）3月31日：久慈郡里美村大字大中（3.965 km）の道路拡幅改良供用開始[10]。
- 1978年（昭和53年）4月1日：那珂郡那珂町大字菅谷地内（菅谷小東交差点 - 杉原交差点）の那珂バイパス（約1.6 km）が部分供用開始[11]。
- 1981年（昭和56年）3月31日：那珂郡那珂町大字中台（中台交差点） - 同町大字菅谷（菅谷小東交差点）の那珂バイパス（約3.7 km）を部分供用開始[12]。
- 1983年（昭和58年）
  - 4月1日：常陸太田市春友町 - 日立市東河内町の狭隘な現道（3.129 km）を2車線化改良供用開始[13]。
  - 8月18日：常陸太田市磯部町 - 同市宮里町の狭隘な現道（5.5189 km）を拡幅改良する道路区域指定[14]。
  - 9月1日：那珂バイパスの那珂郡那珂町大字菅谷（杉原交差点） - 同町大字横堀（杉交差点）の約1.3 kmが部分開通[15]。
  - 11月18日：久慈郡里美村大字小菅 - 大字大中のバイパス道（約1.7 km）が開通[16]。
- 1984年（昭和59年）7月2日：那珂バイパスの那珂町大字中台地内（菅谷バイパス入口交差点 - 中台東交差点）が部分開通[17]。
- 1987年（昭和62年）10月1日：常陸太田市春友町 - 日立市東河内町の旧道（2.733 km）が指定解除され常陸太田市道へ降格[18]。
- 1990年（平成2年）
  - 3月24日：日立市東河内町 - 同市下深荻町のバイパス道路区間、中里トンネルが開通[19]。
  - 4月1日：那珂バイパスの那珂町大字横堀 - 大字額田北郷の区間供用開始。これにより那珂バイパスが全線開通[20]。
- 1991年（平成3年）
  - 3月28日：那珂バイパスの旧道の主要区間が指定解除され、那珂町道に降格する[21]。
  - 9月26日：里美村小菅地内の狭路道路を迂回するバイパス道路（1.037 km）が開通する[22]。
- 1993年（平成5年）7月12日：里美村大字小菅地内の旧道（計1.195 km）が指定解除により村道に降格する[23]。
- 1995年（平成7年）
  - 6月1日：道の駅さとみを開設[24]。
  - 9月6日：水戸市の那珂川に架かる万代橋の新橋が開通する[25]。
  - 9月21日：里美村大字小菅 - 大字大中の旧道（1.935 km）が指定解除により里美村道へ降格する[26]。
- 1999年（平成11年）1月21日：水戸市金町（気象台交差点） - 同市根本町（万代橋）の新道が開通（以後旧道が市道に降格）[27]。
- 2000年（平成12年）4月1日 - 水戸市五軒町1丁目 - 日立市下深荻町の区間を、通行する車両の最大重量限度25トンの道路に指定[28]。
- 2002年（平成14年）3月26日：水戸市の梅香トンネルが開通[29]。
- 2003年（平成15年）1月30日：日立市東河内町 - 同市下深荻町の旧道区間（2.973 km）が指定解除により日立市道へ降格[30]。
- 2004年（平成16年）3月22日：水戸市青柳町 - 那珂郡那珂町大字中台、那珂町大字菅谷、水戸市青柳町の旧道の各区間を、通行する車両の高さの最高限度4.1mの道路に指定[31]。
- 2004年（平成16年）：梁川バイパスの1.43 kmが部分開通。
- 2007年（平成19年）4月2日：日立市下深荻町 - 常陸太田市徳田町（県境）の区間を、通行する車両の最大重量限度25トンの道路に指定[32]。
- 2008年（平成20年）3月17日：水戸市金町1丁目 - 同市青柳町の旧道（1.36 km）が指定解除され水戸市道へ降格[33]。
- 2014年（平成26年）3月31日：那珂市横堀 - 同市額田南郷の那珂バイパス区間（約1.8 km）を4車線化供用開始 [34][35]。
- 2015年（平成27年）
  - 4月6日：那珂市額田北郷地内（額田西交差点 - 額田北交差点）の那珂バイパス区間（約1 km）を4車線化供用開始[36]。
  - 7月10日：御代田バイパス開通[37][38]。
- 2016年（平成28年）7月21日：道の駅ひたちおおたを開設。
- 2017年（平成29年）3月23日：那珂市菅谷（下菅谷駅前交差点 - 菅谷中宿交差点）の旧道（963 m）が国道指定解除され、那珂市道に降格[39]。
- 2019年（平成31年）3月28日：那珂市額田南郷（額田坂下交差点） - 同市額田北郷（額田北交差点付近、約1.9 km）の旧道が移管されて、国道指定を解除[40]。
- 2022年（令和4年）
  - 9月8日：常陸太田市木崎二町 - 同市西宮町（下り線）を電線共同溝を整備すべき道路に指定[41]。
  - 9月23日：梁川バイパスの残りの区間1.32 kmが開通し、梁川バイパスが全線開通[42]。

## 路線状況
水戸市を流れる那珂川に架かる万代橋から、那珂市・常陸太田市街部まで4車線の道路が続き、並行する国道6号のバイパス的な機能を持つ。常陸太田市街地以北は幅の広い直線的な2車線道路になり、茨城・福島県境の明神峠まで快走路が続く。茨城県常陸太田市内の国道349号旧道の久慈川に架かる幸久橋は、老朽化と2011年3月11日の東日本大震災影響による橋脚ひび割れなどにより、2013年（平成25年）10月17日より通行止めになり通行の安全確保が不能とされたことから使用中止となった。また、茨城県那珂市北部から常陸太田市を通る那珂バイパスと太田南バイパスでは、一部暫定2車線での供用となっており、この区間の交通渋滞緩和を目的に現在4車線化整備が進められている。
福島県の阿武隈高地を縦断する区間のほとんどは狭くセンターラインがない道路が続き、所々で改良済みの2車線道路の区間が一部で見られる程度で、1975年（昭和50年）の国道指定以来、道路改良はあまり進んでいないとみられていた。福島県の沿線は過疎地域を通過することから、実態として道路整備が後回しにされ続けている。一例として鮫川バイパスでは、たった約3 kmの道路整備のために、実に27年もの月日を費やして開通している。しかし東日本大震災以降、ふくしま復興再生道路に位置付けられ、また大型車の交通量が増大したことから改良が進んでいる。

### 別名
- 太田街道
- 棚倉街道
- 磐城街道

### バイパス
那珂バイパス

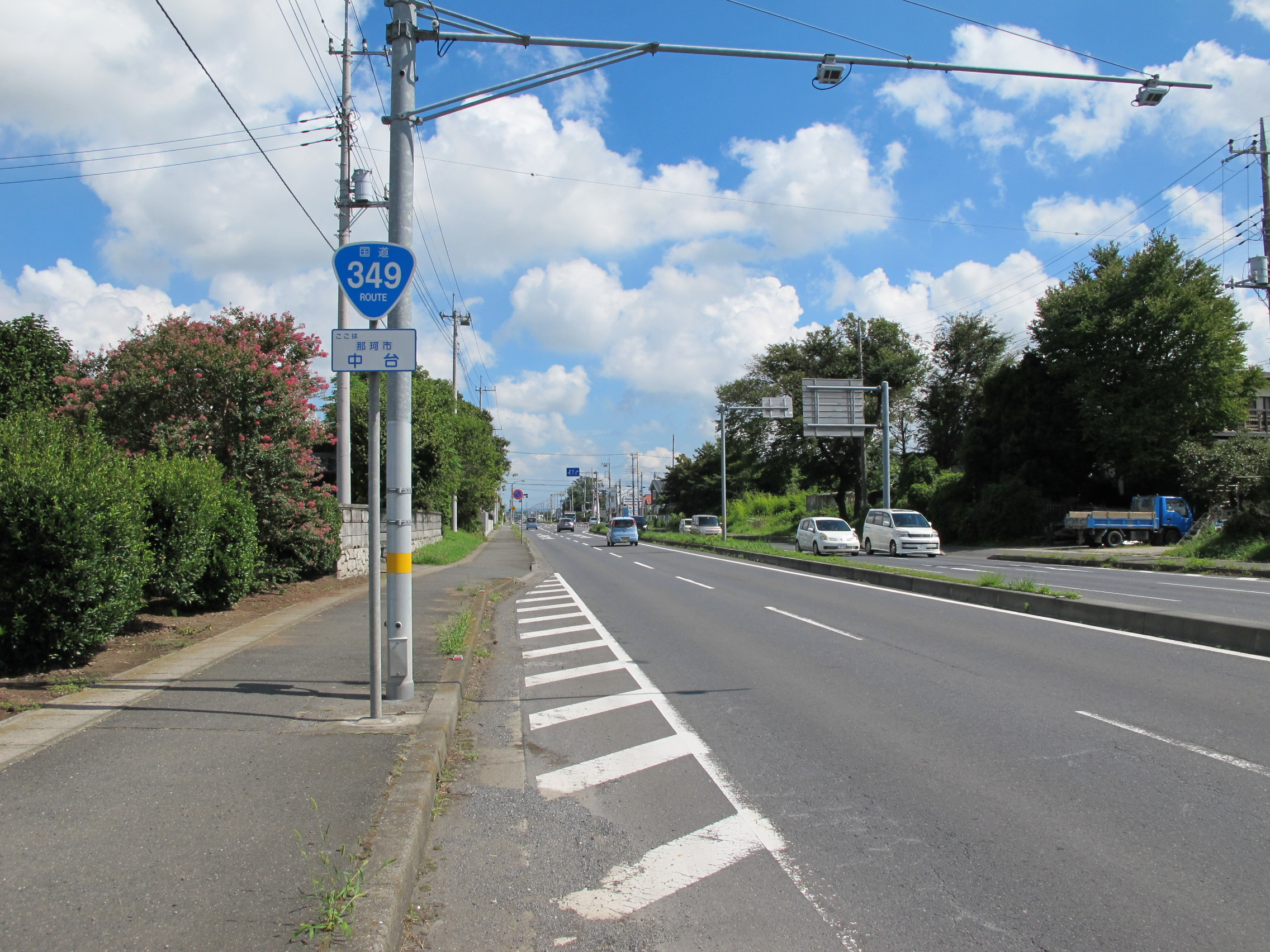
国道349号那珂バイパス
茨城県那珂市中台（2012年9月）

- 起点：那珂市中台字田苗下2318番2地先（菅谷バイパス入口交差点）
- 終点：那珂市額田北郷字愛宕下1553番1地先（額田北交差点）
- 延長：1.277 km

那珂市旧市街地を迂回する2 - 4車線、延長11.277 kmのバイパス道路。バイパス沿道にはロードサイド店が多数出店し那珂市の中心市街地を形成する。1990年（平成2年）4月に全線開通し、旧道の主要区間は1991年（平成3年）に那珂市（当時は那珂町）に移管され、2014年（平成26年）現在の旧道の国道指定区間は、那珂市菅谷（0.964 km）および、額田南郷 - 額田北郷（1.753 km）の一部区間を残すのみとなった。
太田南バイパス（常陸太田市）
大ぬかりバイパス
- 起点：福島県東白川郡矢祭町大字大垬字道清
- 終点：福島県東白川郡矢祭町大字下関河内字表木上台
- 延長：1200 m

大ぬかり地区の集落内の狭隘区間の解消のために東側に建設され、2002年（平成14年）3月29日に開通した。
下関工区
- 起点：東白川郡矢祭町大字下関河内
- 終点：東白川郡矢祭町大字小田川
- 全長：4.4 km
- 幅員：11.0 m（車道幅員：6.5 m）

矢祭町下関地区は沿線に家屋が連なる集落を形成しており、大型車のすれ違いが不可能な狭隘区間であった。矢祭町をはじめとした県南地区は首都圏に近いことから工場誘致が盛んに行われたため、常陸那珂港とを結ぶ物流ルートになり、大型車の交通量が増加し自動車、歩行者ともに交通の安全性が保てなくなっていた。このことから集落を迂回するバイパスが事業化され、2015年（平成27年）9月15日にまず集落中心部を迂回する1工区（全長1.0 km）が開通した。北側で集落を迂回し矢祭工業団地に至る2工区（全長2.6 km）と南側の現道拡幅事業である3工区（全長0.8 km）の工事も行われ、まず2工区の福島県道195号下関河内小生瀬線交差点付近の延長300 mが2020年（令和2年）11月13日に開通し、2工区のバイパス部延長1200 mが2022年（令和4年）1月28日に開通した。2022年（令和4年）9月30日および10月1日に残る現道拡幅部が供用開始し、全線が供用され1日に完成式が執り行われた。
小田川工区
- 起点：東白川郡矢祭町大字宝坂
- 終点：東白川郡矢祭町大字宝坂
- 全長：1,430 m
- 幅員：車道部6.0 m

矢祭町宝坂地内の小田川に沿う狭隘、急カーブ区間の解消のために2009年（平成21年）度に小田川2工区として事業着手された。現道の南側に建設されており、2カ所の橋梁が整備される。終点側はかねてから小田川（国道118号交点）まで建設されていたバイパス路線である小田川1工区に接続しており、2022年（令和4年）9月30日に小田川2工区が開通した。
道路施設
岡ノ田橋
鮫川バイパス（東白川郡鮫川村）
土鍋工区
- 起点：石川郡古殿町山上字長八内
- 終点：石川郡古殿町山上字竹貫田
- 全長：1.2 km
- 幅員：6.0（8.0）m

国道49号と福島県道14号いわき石川線を連絡する当国道の中で最も幅員の狭い区間を改良し、国道6号などの沿岸部の幹線道路が通行できなくなった際の代替路を確保するために2011年4月より事業化された。起点側0.7 kmの第1工区と字土鍋地内の現道区間をはさみ終点側0.5 kmの第2工区の延べ1.2 kmからなり、2016年（平成28年）3月28日に第2工区のうちバイパス建設区間410 mが開通した。2016年（平成28年）11月29日に第1工区と第2工区の現道拡幅区間0.1 kmが供用され、全線が開通した。旧道は2018年（平成30年）9月14日に国道指定を外され町道へ移管された。
楢坂工区
- 起点：石川郡古殿町山上字才木草
- 終点：石川郡平田村北方字楢坂
- 全長：2.150 km
- 幅員：6.0（8.0）m

道路の幅員が狭く、急勾配や急カーブが連続し、通行の難所となっている町村境の峠部分を改良し、幅員狭小と線形不良ならびに冬期間に路面が凍結する日陰区間を解消し、浜通り地区の幹線道路が災害などで通行不能となった際の代替路確保のために2011年（平成23年）度に事業化され、2016年（平成28年）度に工事着手された。2023年（令和5年）3月1日、石川郡古殿町山上字才木草地内の1.3 kmが開通。
小野バイパス（田村郡小野町）
道路施設
黒森橋
船引バイパス
- 起点：田村市船引町船引
- 終点：田村市船引町北鹿又
- 全長：4.3 km

JR磐越東線船引駅前の船引市街地での混雑解消のため、市街地の東側に建設され、2001年（平成13年）10月16日に開通した。バイパスの建設によって現道の国道288号とのクランク状の重複区間も解消された。この道路の開通により、沿線には新たにスーパーマーケットなどの大規模店が多く出店した。旧道は県道、市道に降格された。当区間の開通によって中心市街地の交通の改善が図られたことから、事業中の国道288号船引バイパスの当路線以東の区間が事業見直しにより事業中止となった（なお後に2011年3月11日に発生した東日本大震災からの復興関連事業として再び事業化されている。）
道路施設
小沢橋
今泉跨線橋
下田工区（二本松市）
全長1.3 km。2001年（平成13年）12月4日開通。
道路施設
新下田橋
針道バイパス（二本松市）
二本松市針道での混雑解消のために市街地東側に建設され、1993年（平成5年）10月7日に開通した。
岩代拡幅（二本松市 - 伊達郡川俣町）
二本松市と川俣町を隔てる口太山麓にある峠部分の急カーブ、急勾配の続く狭隘区間の解消のために建設され、全長1.8 kmの新道区間が2002年（平成14年）11月21日に開通した。
道路施設
口太山トンネル
大綱木工区（伊達郡川俣町）
境木バイパス（伊達郡川俣町）
全長1.8 km。2003年（平成15年）11月30日開通。
月舘バイパス（伊達郡川俣町）
御代田バイパス（伊達市）
掛田バイパス
- 起点：伊達市霊山町下小国字行人田
- 終点：伊達市霊山町掛田字荒井
- 全長：2.5 km

伊達市霊山地域の中心部の幅員狭小区間、細かな右左折を解消するため建設された。これにより国道115号との重複も解消された。
梁川バイパス（伊達市）
伊達市梁川市街地をバイパスするもので、2004年度（平成16年度）までに起点側1.43 kmが供用開始され、残る終点側1.32 kmが2022年（令和4年）9月23日に開通して全線開通となった。
丸森地区
- 起点：丸森町耕野不動
- 終点：丸森町大張川張
- 全長：6.0 km
- 道路規格：第3種第3級
- 設計速度：50 km/h

阿武隈川に沿って走る丸森町耕野不動 - 舘矢間山田間の延長14 kmは令和元年東日本台風のため、大きく被災し権限代行により復旧がなされることとなった。特に耕野不動 - 大張川張間の延長8 kmは被害が甚大で現道には課題が大きいことから本復旧は山側に延長6 kmの別線ルートを整備することになった。同ルートは肝炎2車線となり幅員狭小箇所や線形不良箇所が解消されるほか、トンネルを主体として落石・土石流危険個所を回避し、盛土や橋梁によって冠水を回避するルートとなっている。

### 重複区間
- 国道118号（茨城県水戸市起点 - 水戸市・気象台下交差点）
- 国道400号（茨城県水戸市起点 - 水戸市・気象台下交差点）
- 国道118号（福島県矢祭町・小田川交差点 - 矢祭町東舘）
- 国道289号（福島県鮫川村 - 大犬平交差点 - 青生野交差点）
- 国道288号（福島県田村市・南町交差点 - 北町交差点）
- 国道459号（福島県二本松市・古谷交差点 - 大久保交差点）
- 国道399号（福島県伊達市・月舘交差点 - 伊達市・七丁目交差点）
- 国道113号（宮城県丸森町・丸森橋北阿元交差点 - 角田市・錦町交差点）

### 道路施設

#### 橋梁
万代橋（よろずよばし：那珂川、水戸市）
幸久大橋（さきくおおはし：久慈川、那珂市 - 常陸太田市）
久慈川を渡河する茨城県が管理する道路橋としては2番目に長い橋長1,166 m、9径間PC造桁+6径間鋼桁+9径間PC造桁の構造で構成される橋梁で、1998年（平成10年）3月に暫定2車線にて供用された。2015年（平成27年）9月より、下流側に並行する2車線の橋梁を建設する工事に着手しており、2018年（平成30年）8月23日に4車線化された。
玉簾大橋（たまだれおおはし：里川、日立市）
新滝川橋
- 全長：20.0m
- 幅員：6.5（11.0）m
- 形式：PC単純プレテンT桁橋
- 竣工：2002年度

矢祭町大垬（ぬかり）に位置する。橋上は上下対向2車線で供用され、下り線側に幅員2.5 mの歩道が設置されている。大垬バイパスの整備に伴いかけられた。総工費は7600万円。
岡ノ田橋
- 全長：19.7 m
- 幅員：6.0（8.0）m
- 形式：鋼単純非合成鈑桁橋
- 竣工：2013年度
- 施工：矢田工業

矢祭町宝坂で普通河川手元沢川に架かる。小田川第2工区の関連橋梁として建設された。総工費は1億1200万円。
湯の田橋（鮫川、鮫川村）
不動橋
- 全長：15.040 m
- 幅員：7.5（10.0）m
- 形式：PCプレテンT桁橋
- 竣工：1986年度

古殿町山上で二級水系鮫川水系大平川を渡る。国道特殊改良1種事業により建設された。総工費は4500万円。
関根橋
- 全長：32.0m
- 幅員：6.0（10.0）m
- 形式：鋼単純鈑桁橋
- 竣工：1998年度

古殿町山上で二級水系鮫川水系大平川を渡る。関根集落南部の幅員狭小と悪線形の解消のため架け替えられた。総工費は2億1200万円。
大竹東大橋
- 全長：49.0 m
- 幅員：11.0 m
- 形式：単純PCポステン箱桁橋
- 竣工：1996年

古殿町山上に位置し二級水系鮫川水系大平川を渡る。国道改築事業山上工区の整備に伴い建設された。横断勾配のきつさから渇水期にオールステージング工法により架設された。
土鍋橋
- 全長：50.0 m
  - 主径間：24.45 m
- 幅員：7.5（10.0）m
- 形式：2径間連続PC中空床版桁橋
- 竣工：1991年度

古殿町山上字土鍋に位置し、二級水系鮫川水系大平川を渡る。狭隘、悪線形の解消のため1985年度より着手された国道特殊改良一種事業であるバイパス工事に伴い、1988年度に着工された。総工費は1億8900万円。
黒森橋
- 全長：36.479 m
- 幅員：8.5（11.0）m
- 形式：単純非合成鋼鈑桁橋
- 竣工：1987年度

小野町小野新町で二級水系夏井川水系右支夏井川支流の黒森川を渡る。国道改良事業である小野バイパスの建設に伴い、国道橋梁整備事業として1986年度に着工された。総工費は1億800万円。
小沢橋
- 全長：35.3 m
  - 主径間：17.3 m
- 幅員：8.0（14.0）m
- 形式：2径間連続RC中空床版桁橋
- 竣工：1989年度

田村市船引町船引で一級水系阿武隈川水系牧野川を渡る。国道改良事業船引工区の整備に伴い、牧野川改修計画による河道付替に先立ち建設された。総工費は1億2000万円。
今泉跨線橋
- 全長：44.7 m
  - 主径間：21.6 m
- 幅員：8.0（14.0）m
- 形式：2径間連結PCプレテンT桁橋
- 竣工：1990年度

田村市船引町今泉に位置し、JR磐越東線とそれに並行する福島県道19号船引大越小野線を渡る。船引バイパス建設に伴う国道橋梁整備事業として1989年度に着工された。線路上の1径間はJRの、残りの1径間は福島県による施工である。総工費は1億7600万円。
大久保橋
- 全長：14.6m
- 幅員：10.646 - 11.118（15.118 - 14.646）m
- 形式：PC単純プレテン床版桁橋
- 竣工：2001年度

二本松市東新殿字鬼瓦に位置し、一級水系阿武隈川水系口太川支流太田川を渡る。橋上は上下対向2車線で供用され、下り線側に幅員2.7 mの歩道が設置されている。近隣に合戦場の枝垂れ桜など桜で名高い地域であるため、欄干には桜を象ったプレートが設置されている。総工費は1億1500万円。
新下田橋
- 全長：32.3 m
- 幅員：9.5（18.0）m
- 形式：鋼単純鈑桁橋
- 竣工：2000年度

二本松市太田字下田で、一級水系阿武隈川水系口太川支流の安達太田川を渡る。下田地区を迂回するバイパス整備に伴い旧道の下流側に建設された。橋上は上下対向2車線と南詰で接続する福島県道303号石沢荻田線へ向かう右折レーンの計3車線で供用されており、上下線両側に幅員3.5 mの歩道が設置されている。橋のすぐ東側が太田字下田と戸沢字下田の大字境となっている。総工費は2億2000万円。
盤城橋
- 全長：41.0m
- 幅員：6.5（15.0）m
- 形式：鋼単純鈑桁橋
- 竣工：2000年度

二本松市太田字芦堰に位置し、一級水系阿武隈川水系口太川支流針道川を渡る。橋上は上下対向2車線で供用され、上下線両側に幅員3.5 mの歩道が設置されている。道路拡幅に伴い建設された。総工費は2億9300万円。当橋梁の東側が太田と戸沢の大字境になっている。北側には福島交通万城バス停（同音異字）が設置されている。
仁井町橋
- 全長：24.9 m
- 幅員：6.0（12.0）m
- 形式：単純PCポステンT桁橋
- 竣工：1995年

川俣町市街地南部の仁井町に位置し、一級水系阿武隈川水系広瀬川支流の高根川を渡る。旧橋梁周辺の線形改良のために1992年より国道第1種改良工事として高根川河川改修計画に併せて従来よりも上流側（南側）に建設された。総工費は1億3400万円。
西光寺橋
御代田橋（広瀬川、伊達市）
第二御代田橋（広瀬川、伊達市）
広瀬大橋（広瀬川、伊達市）
梁川大橋（阿武隈川、伊達市）

#### トンネル

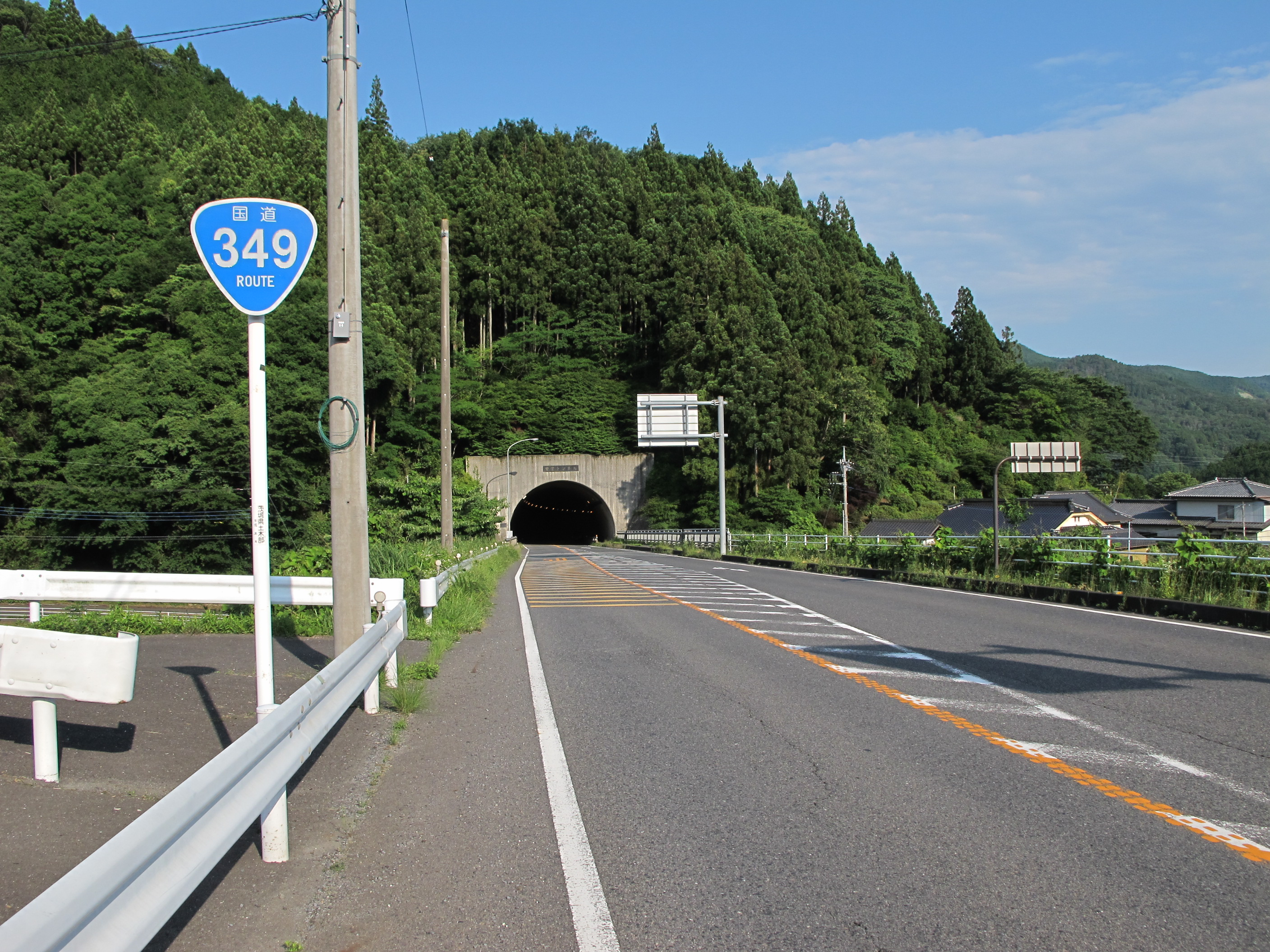
中里トンネル付近（茨城県日立市）

茨城県
- 梅香トンネル（水戸市）
- 中里トンネル（日立市）
  - 全長：148m
  - 幅員：7.5m
  - 有効高：4.7m
  - 施工：竹中土木。武藤建設共同企業体[注釈 8]

福島県
- 新宿トンネル（東白川郡鮫川村）
- 中野トンネル（東白川郡鮫川村）
- 風越トンネル（田村市 - 田村郡小野町）
  - 全長：368.0m
  - 幅員：6.0（9.25）m
  - 有効高：6.2m
  - 工法：上部半断面方式・側壁導坑方式
  - 施工：田村建設共同企業体
  - 竣工：1983年10月

小野町吉野辺字坂本から田村市大越町栗出字馬場平に至る。風越峠の狭隘区間の解消のため国道改良事業として1980年度より建設された。1980年11月25日に起工式が行われ、1982年9月10日に貫通、1983年10月26日に開通した。総工費は7億2700万円。後に並行して東隣に磐越自動車道新風越トンネルが建設された。
- 口太山トンネル（伊達郡川俣町 - 二本松市）
  - 全長：692m
  - 幅員：6.5（11.25）m
  - 有効高：4.7m
  - 工法：NATM工法（上部半断面先進ベンチカット工法）
  - 施工：佐藤・野地・古俣特定建設工事共同企業体
  - 竣工：2002年10月[注釈 9]

二本松市針道字笹ノ田から伊達郡川俣町大綱木字境木に至る。国道改築事業として1999年より建設された。1999年12月20日に起工式が行われ、2001年9月7日に貫通、2002年11月21日に供用が開始された。総工費は24億円。
- 鳴石トンネル（伊達郡川俣町）
- 御代田トンネル（伊達市）

宮城県
- 川張2号トンネル（伊具郡丸森町）
- 川張1号トンネル（伊具郡丸森町）
- 片倉トンネル（伊具郡丸森町）
- 山田トンネル（伊具郡丸森町）

#### 道の駅
- 茨城県
  - ひたちおおた（常陸太田市）
  - さとみ（常陸太田市）
- 福島県
  - ふるどの（石川郡古殿町）
  - ふくしま東和（二本松市）
  - さくらの郷（二本松市）

## 地理
茨城県区間が久慈山地の谷間、福島県区間が阿武隈高地を道路が縦走しており、とりわけ福島県側において単調で変化がない山林と田畑ばかりの風景が続く。

### 通過する自治体
- 茨城県
  - 水戸市 - 那珂市 - 常陸太田市 - 日立市 - 常陸太田市
- 福島県
  - 東白川郡矢祭町 - 東白川郡塙町 - 東白川郡鮫川村 - 石川郡古殿町 - 石川郡平田村 - いわき市 - 田村郡小野町 - 田村市 - 二本松市 - 伊達郡川俣町 - 伊達市
- 宮城県
  - 伊具郡丸森町 - 角田市 - 柴田郡柴田町

### 交差する道路
- 茨城県

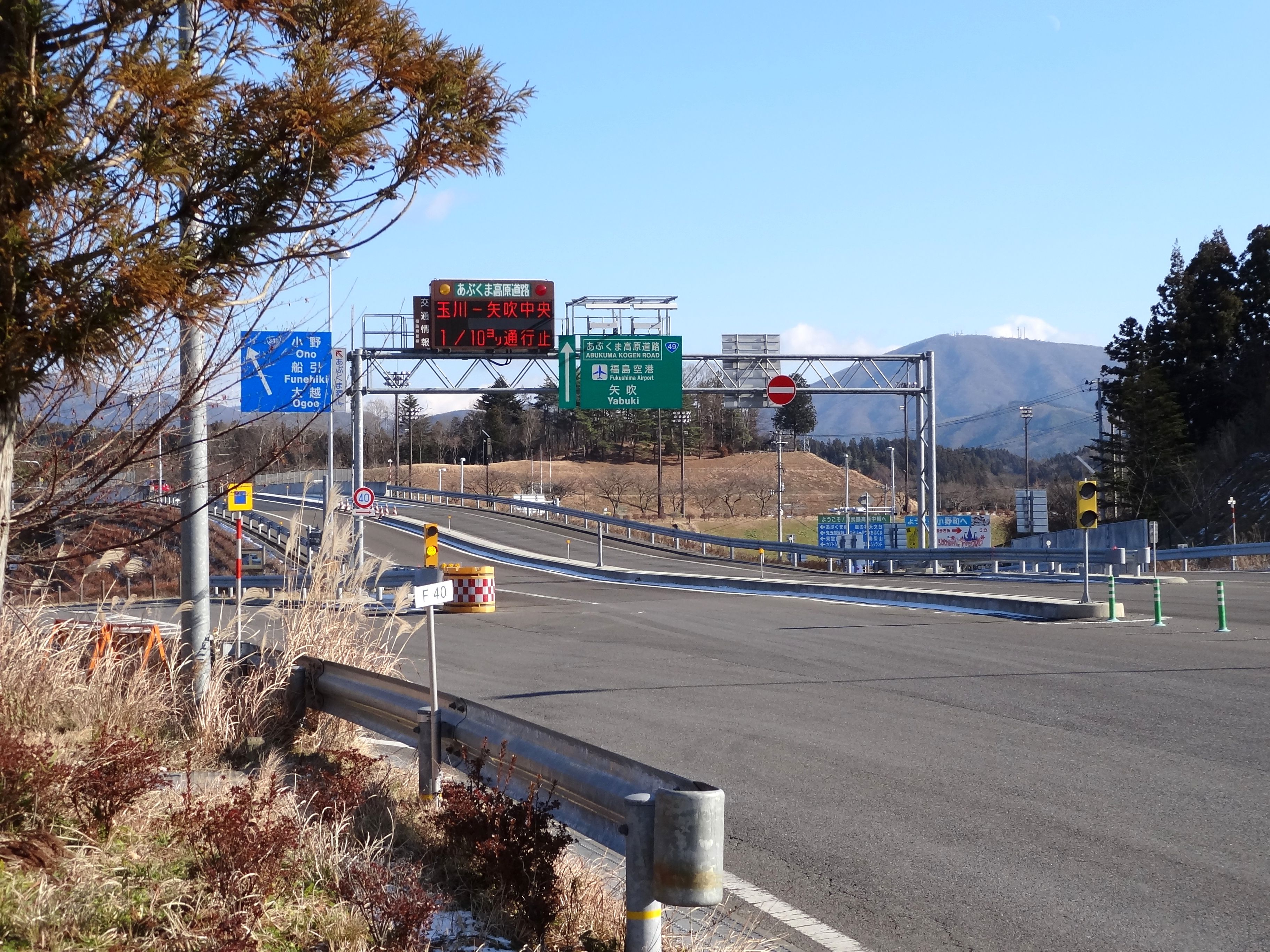
小野インターチェンジとの接続地点

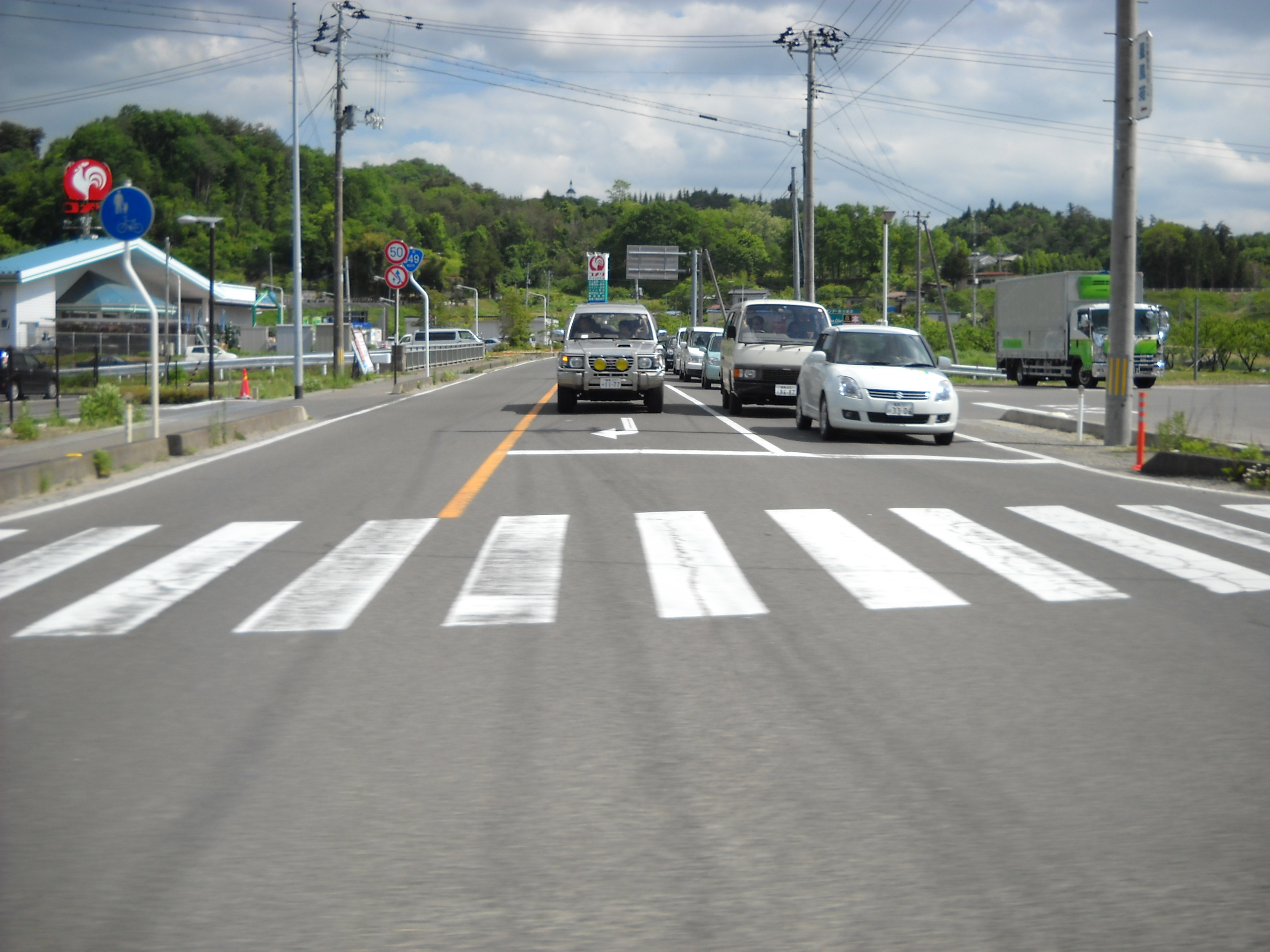
国道115号との交点から起点方向を望む

  - 国道118号、国道400号（水戸市・気象台下交差点）
  - 国道293号（常陸太田市・常陸太田駅前）
  - 国道461号（常陸太田市・折橋交差点）
- 福島県
  - 国道118号（矢祭町・小田川交差点、矢祭町東舘）
  - 国道289号（鮫川村・大犬平交差点、青生野交差点）
  - 国道49号（いわき市・上三坂交差点）
  - 小野IC - E49 磐越自動車道・福島県道42号矢吹小野線E80 あぶくま高原道路（小野町）
  - 田村スマートIC - E49 磐越自動車道（田村市）
  - 国道288号（田村市・南町交差点、北町交差点）
  - 国道459号（二本松市・古谷交差点、大久保交差点）
  - 国道114号（川俣町・小作交差点）
  - 国道115号（伊達市霊山町掛田）
  - 国道399号（伊達市・月舘交差点）
  - 国道399号（伊達市・七丁目交差点）
- 宮城県
  - 国道113号（丸森町・丸森橋北阿元交差点）
  - 国道113号（角田市・錦町交差点）
  - 国道4号（柴田町・白幡交差点）

### 観光
福島県と宮城県の県境付近（福島県伊達市梁川町五十沢から宮城県伊具郡丸森町）は、美しい景観を楽しめる阿武隈峡谷がある。国道の対岸には阿武隈川の川下り遊覧船の乗り場もある。

### 峠
- 茨城県
  - 明神峠（常陸太田市 - 福島県東白川郡矢祭町）
- 福島県
  - 風越峠（田村郡小野町 - 田村市）